# Віллем Буітер
Віллем Хендрік Буітер(нар. 26 вересня 1949, м. Гаага, Нідерланди) — американо-британський економіст. Незалежний економічний консультант та спікер. Запрошений професор з міжнародних та громадських справ Колумбійського університету та старший науковий співробітник Ради міжнародних відносин.

## Ранні роки та освіта
Віллем Буітер народився в Гаазі, Нідерланди, 26 вересня 1949 року. Він є громадянином США та Великої Британії. Батько Віллема, Харм Буітер — голландський економіст, офіцер міжнародної профспілки та політик Лейбористської партії, який працював мером Гронінгена.
Буітер навчався в Європейській школі в Брюсселі, Бельгія, з 1962 по 1967 рік, де здобув європейський бакалаврат. Після вивчення політичних та соціальних наук протягом одного року в Амстердамському університеті з 1967 по 1968 рік, Буітер пішов до коледжу Еммануеля в Кембриджі, щоб вивчати економіку і здобув ступінь бакалавра з вищими відзнаками в 1971 році. Отримав ступінь магістра в галузі економіки в 1972 р. і ступінь магістра в галузі економіки в 1973 р. Сферами зосередження є міжнародна економіка та економічний розвиток.
В 1975 році Віллем Буітер отримав ступінь Доктор економічних наук в Єльському університеті в Нью-Хейвені, штат Коннектикут, США. Його дисертація "Тимчасова рівновага та довготривала рівновага" опублікована в 1979 році.

## Кар'єра
З 1975-1976 та з 1977 по 1979 роки Буітер був доцентом кафедри економіки та міжнародних відносин Школи Вудро Вільсона Принстонського університету в Принстоні, Нью-Джерсі. В 1976-1977 викладав економіку в Лондонській школі економіки та політичних наук. З 1980 по 1982 рік був професором економіки в Бристольському університеті.
З 1977 по 2011 — науковий співробітник Програми фінансових ринків та грошово-кредитної економіки Національного бюро економічних досліджень.
1 квітня 1982 року Буітера призначають професором економіки в Лондонській школі економіки з особливим відношенням до грошей та банківської справи. Він покинув Лондонську школу економіки в 1985 році, щоб викладати економіку в Єльському університеті в Нью-Хейвені, штат Коннектикут, де пропрацював з 1985 по 1994 рік. У 1989 році Буітер став кореспондентом Королівської академії мистецтв і наук Нідерландів.
Буітер покинув США в 1994 році, після призначення членом Трініті-коледжу в Кембриджі та професором міжнародної макроекономіки в Кембриджському університеті. Займав посади до травня 2000 року. Був зовнішнім членом Комітету з грошово-кредитної політики Банку Англії з червня 1997 р. по травень 2000 р. 
У червні 2000 р. Віллем Буітер став головним економістом та спеціальним радником президента Європейського банку реконструкції та розвитку, займаючи посаду до серпня 2005 року. 
З вересня 2005 р. по травень 2009 р. Буітер був професором європейської Політична економії в Європейському інституті Лондонської школи економіки та політичних наук. З 2005 по 2010 — міжнародний радник Goldman Sachs International. 
Буітер є автором газети Financial Times, де до грудня 2009 року він писав щоденник під назвою "Maverecon". У квітні 2008 року разом зі своєю дружиною Енн Сіберт написав статтю про ситуацію в ісландських банках для Landsbanki. У середині липня 2008 року оновлена версія була представлена уряду Ісландії. Ісландські співрозмовники вважали цей документ надто чутливим до ринку, і його погодили зберігати в таємниці.
З червня 2009 року по серпень 2011 року — професор політичної економії в Центрі економічних показників Лондонської школи економіки. 
З січня 2010 року по 2018 Буітер обіймав посаду головного економіста у Citigroup та спеціального економічного радника у Citigroup з 2018 по 2019 рік. Віллем Буітер замінив на посаді головного економіста Льюїса Олександра, який звільнився з посади співробітника казначейства США за вісім місяців до цього. У своєму повідомленні в блозі від квітня 2009 р. Буітер описав Citigroup як "конгломерат найгіршої практики з усього фінансового спектру".
Буітер обраний членом Європейської економічної асоціації (англ. European Economic Association, EEA). З квітня 2020 року входить до складу Ради з питань економічного розвитку України, тимчасового консультативно-дорадчого органу Кабінету Міністрів України.  
Є автором 78 реферованих статей у професійних журналах та семи книг.